# Fredrik II av Preussen
Fredrik II (tyska: Friedrich II.; även kallad Fredrik den store, tyska: Friedrich der Große, "Alter Fritz"), född 24 januari 1712 i Berlin, död 17 augusti 1786 i Potsdam, var kung av Preussen och kurfurste av Brandenburg från 1740 fram till sin död. 
Genom Österrikiska tronföljdskriget och sjuårskriget kom han att bryta huset Habsburgs politiska dominans i Tyskland och genom detta krig och Polens första delning göra stora territoriella vinningar. Därmed etablerades Preussen som en europeisk stormakt.

## Familj
Fredrik II tillhörde den kungliga brandenburgsk-preussiska grenen av ätten Hohenzollern och var son till Fredrik Vilhelm I och Sofia Dorotea av Hannover, som det fjärde av deras fjorton barn, varav tio överlevde till vuxen ålder. Hans två äldre bröder dog som spädbarn och han blev därför kronprins vid födseln. Hans syster Lovisa Ulrika blev genom äktenskap med Adolf Fredrik av Sverige svensk drottning och därmed blev han morbror till de svenska kungarna Gustav III och Karl XIII. Fredrik gifte sig 1733 med Elisabet Kristina av Braunschweig-Bevern i ett äktenskap arrangerat av hans far; äktenskapet blev dock barnlöst, då Fredrik omvittnat och enligt egen utsago var ointresserad av kvinnor. Paret separerade efter några års äktenskap och levde under resten av Fredriks liv åtskilda utom vid större familjesammankomster. Han efterträddes 1786 av sin brorson, Fredrik Vilhelm II av Preussen, som var son till hans yngre bror August Vilhelm.

## Biografi

### Uppväxt och kronprinstid (1712–1740)
Fredrik föddes på Berlins stadsslott, som "soldatkungen" Fredrik Vilhelm I:s äldste överlevande son i en syskonskara på 14 barn. Han uppfostrades fram till sex års ålder tillsammans med sin äldre syster Wilhelmine av fransyskan Marthe de Rocoulle, en hugenott som utvandrat till Preussen och endast talade franska med barnen. Wilhelmine kom att stå honom nära under barndomen, delvis genom deras delade erfarenheter av faderns stränga och hårdhänta uppfostran.
Fredriks barndom var föga lycklig. Fadern ville uppfostra honom till en god soldat och samvetsgrann ämbetsman men föraktade allt intresse för vetenskap, konst och litteratur, särskilt i den franska form som var rådande i Europa. Sonen gavs därför ett noga inrutat dagsschema och en sträng auktoritär och religiös uppfostran. Under moderns och informatorn Jacques Égide Duhan de Janduns inflytande utvecklade sig dock Fredrik i motsatt riktning, intresserade sig livligt för musik och litteratur, avskydde militära övningar och kansligöromål. Han läste och talade gärna franska och föredrog franska seder och franskt mode. Fadern blev mycket missnöjd med sonen som ansåg att högkultur var för effeminina personer och kunde inte acceptera att hans livsverk skulle gå om intet genom en "effeminerad karl", en "flöjtblåsare och poet". Efter flera våldsamma uppträden dem emellan bestämde sig Fredrik att fly till det engelska hovet under en resa 1730. Planen avslöjades dock, Fredrik ställdes inför krigsrätt och kastades i fängelse i slottet Küstrin. Hans vän löjtnant Katte, som hjälpt honom, avrättades på faderns order i Fredriks åsyn.

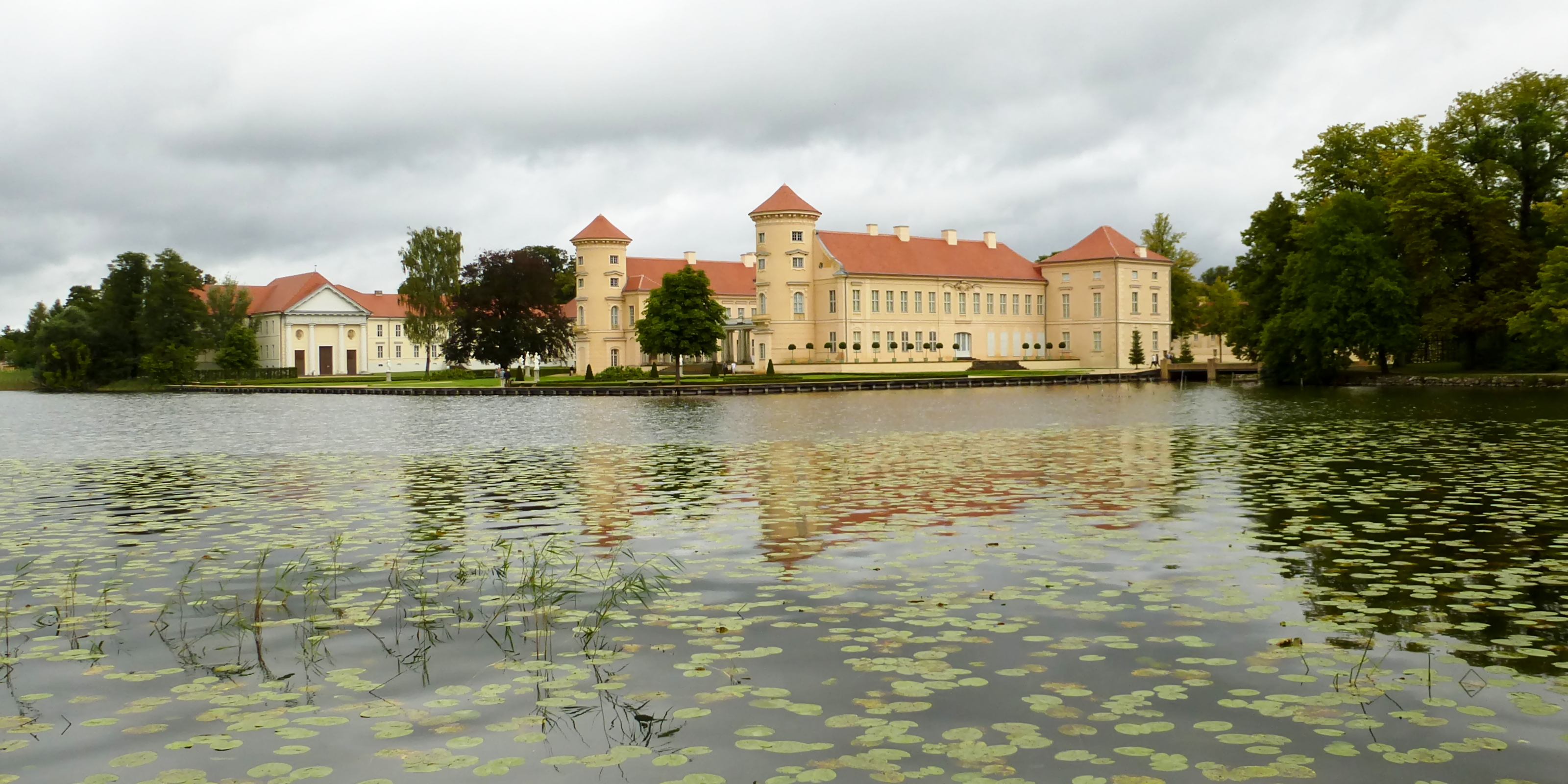
Rheinsbergs slott, där Fredrik II höll hov som kronprins.

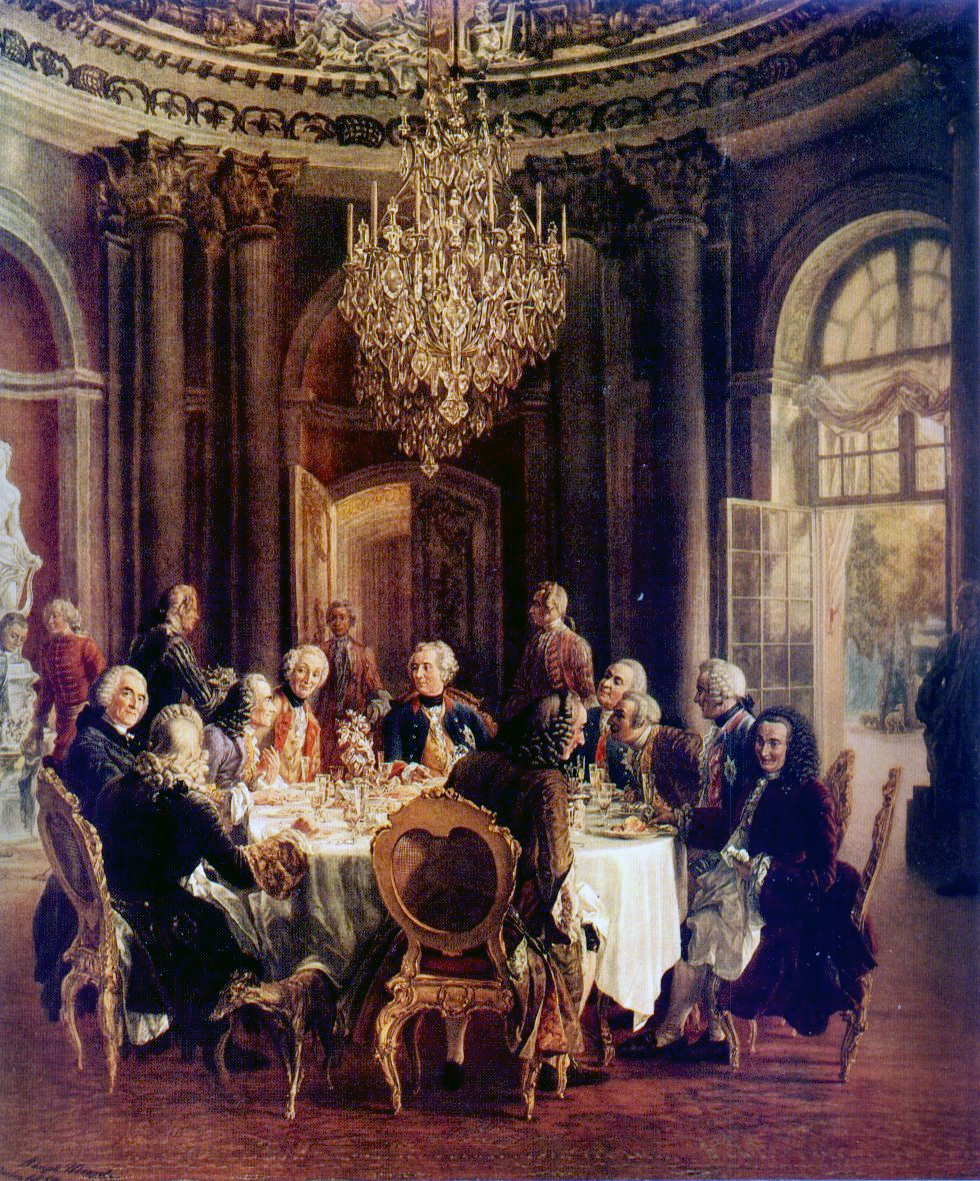
Voltaire vid Fredrik den stores hov.

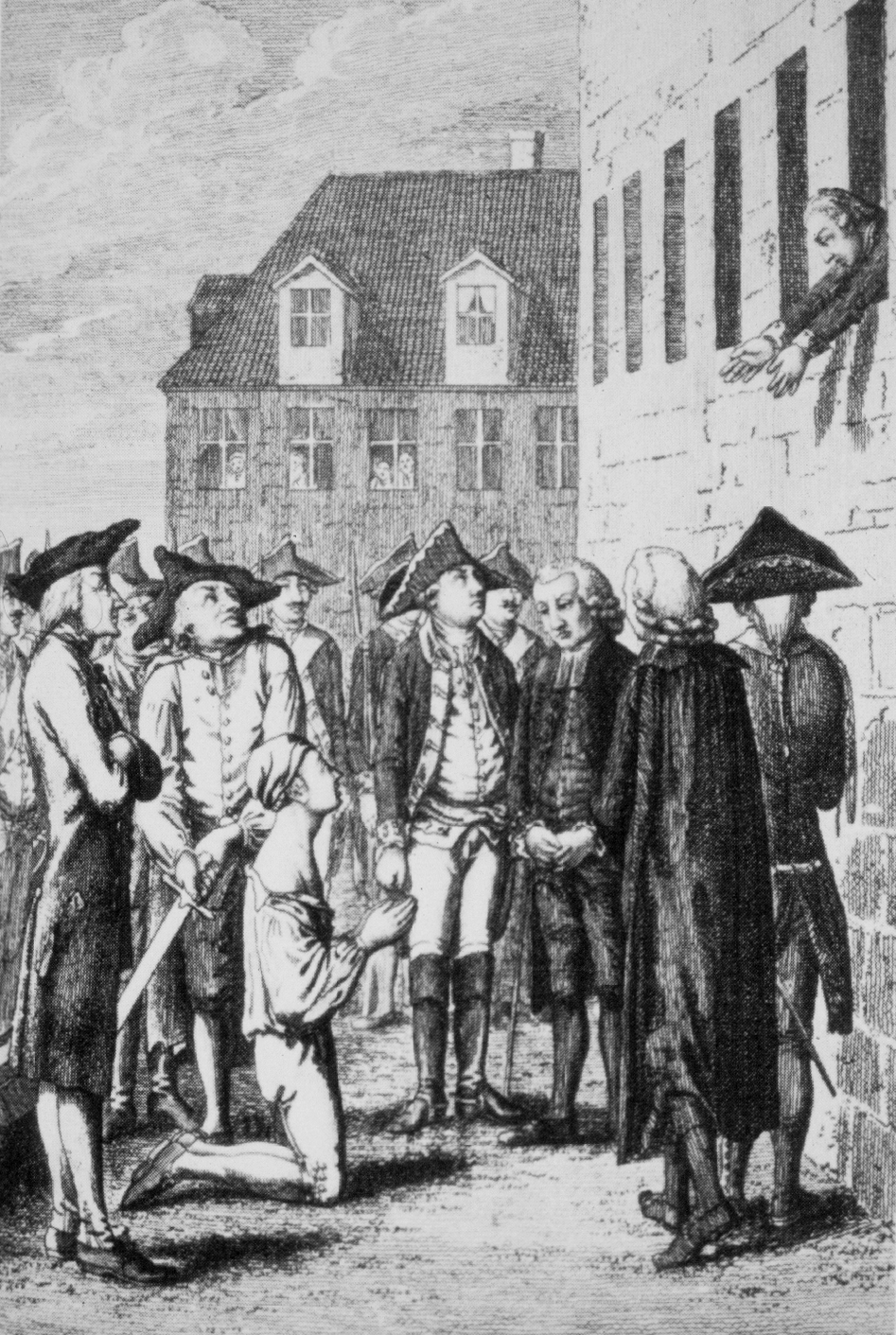
von Kattes avrättning.

Snart mildrades dock Fredriks fängelsestraff, och han sattes i stället i hårt arbete i olika ämbetsverk. Efter att ha visat sin plikttrogenhet lät sig fadern blidkas och gjorde honom 1732 till överste för ett regemente i Neuruppin och lät honom 1733 gifta sig med Elisabet Kristina av Braunschweig-Bevern. Förhållandet med hustrun förblev, som Fredriks förhållande till kvinnor i gemen, kyligt, men de följande åren då han residerade på slottet Rheinsberg var dock lyckliga. Den 8 augusti 1736 skrev Fredrik sitt första brev till upplysningsfilosofen Voltaire. I sitt svar den 26 augusti skrev Voltaire: "Min egenkärlek har Ni smickrat, men den kärlek till mänskligheten, som jag bär i mitt hjärta och som – det vågar jag säga – utgör mitt väsen, har berett mig en långt renare glädje, då jag såg, att det fanns i världen en furste, som tänker som en man, en furstlig filosof, som skall göra människorna lyckliga."
Förutom med Voltaire underhöll kronprinsen en livlig brevväxling med andra franska författare. Han studerade ivrigt filosofi, historia och poesi, samt försökte sig även själv på författarskapet. De flesta teserna i hans Antimachiavell, där han formulerade idealistiska tankar kring statskonsten, fick visserligen vika för pragmatiken sedan han själv blev härskare, men tanken att kungen var sitt folks förste tjänare, förblev Fredrik trogen hela sitt liv.

### Trontillträde och upplysningsreformer (1740)
Fredrik ärvde tronen vid faderns död 31 maj 1740 och blev då kung som Fredrik II, kung i Preussen, samt kurfurste som markgreve av Brandenburg. Han ökade omedelbart sitt fotfolk med 16 bataljoner, sitt rytteri med 5 skvadroner, sin livvakt med en skvadron. Till hans andra första handlingar som monark hörde avskaffandet av tortyr som förhörsmetod, utom för mycket svåra brott som majestätsbrott, landsförräderi och massmord. Detta följde tidens då gällande upplysningsideal och genomdrevs av kungen mot justitieministern Samuel von Coccejis råd. Till skillnad från gällande praxis för lagar meddelades den kungliga lagen till domstolarna utan att offentliggöras, då man ville behålla tortyrens avskräckande inverkan. Tortyr avskaffades slutligen helt utan förbehåll 1754 i Preussen.
Den politik av religiös tolerans gentemot invandrade protestantiska hugenotter och katoliker i Preussen som praktiserats redan av flera av Fredriks II:s företrädare fortsatte under hans regeringstid, och uttrycktes kärnfullt av Fredrik II i det sedermera bevingade uttrycket "var och en blir salig efter sin fason". Den religiösa toleransen var dock inte universell; för judar gällde fortfarande särskilda restriktioner.
Under Fredrik II:s tidiga regeringsår avskaffades censuren för icke-politiska tidningstexter, en form av begränsad pressfrihet, men politiska texter var fortfarande underställda statscensuren. Till skillnad från flera höga ämbetsmän verkade han också för att begränsa feodalsystemets inflytande i Preussen.

### Österrikiska tronföljdskriget
Under polska tronföljdskriget (1733–1735) deltog preussiska trupper i de kejserliga truppernas strider mot fransmännen vid Rhen.[källa behövs] Men då kejsaren inte ville tillfredsställa Preussens anspråk på arvsrätten till hertigdömena Jülich och Berg, uppstod vid Berlinhovet ett missnöje mot habsburgarna, som snart fick viktiga följder. När Karl VI dog 20 oktober 1740 vägrade nämligen Fredrik II att erkänna den så kallade pragmatiska sanktionen (enligt vilken Maria Theresia skulle efterträda sin far Karl VI). Villkoren, under vilka denna sanktion 1728 erkänts av Preussen, hade nämligen inte uppfyllts. Fredrik framställde tvärtom egna anspråk på Schlesien och inryckte snart i landet, samtidigt som andra fiender angrep Maria Theresia från andra håll (österrikiska tronföljdskriget).
Preussen lyckades inta nästan hela Schlesien, vars befolkning till stor del var protestantisk, utan motstånd. Efter Fredriks segrar vid Mollwitz (10 april 1741) och Chotusitz (17 maj 1742) erbjöd Maria Theresia fred. Fredriks deltagande i österrikiska tronföljdskriget, som även kallas det första schlesiska kriget, avslutades genom freden i Breslau (12 juni 1742; bekräftad i Berlin 28 juli samma år). Preussen vann då Schlesien utom Teschen, Troppau och Jägerndorf samt dessutom grevskapet Glatz (sammanlagt 38 500 km² och 1,2 miljoner invånare).

### Andra schlesiska kriget och sjuårskriget

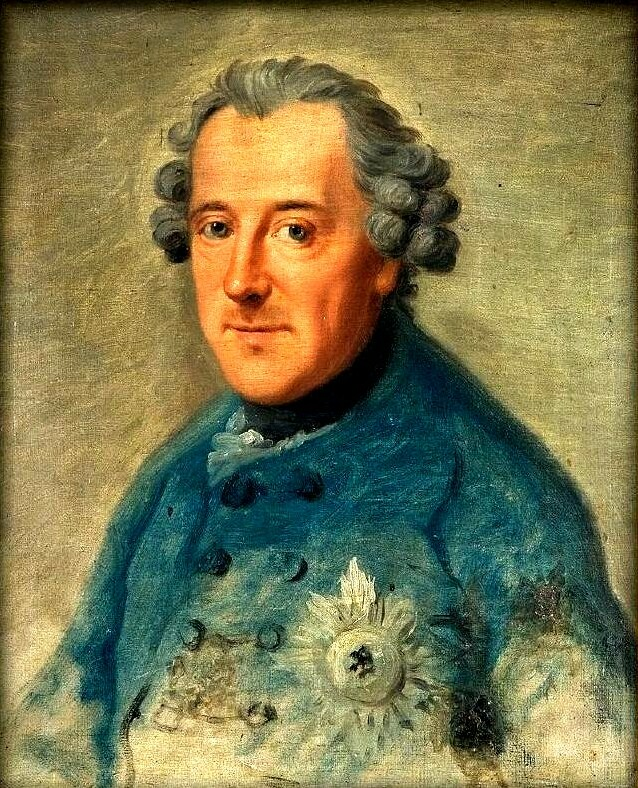
Det enda bevarade porträtt målat under Fredrik II:s livstid som han själv suttit modell för. Målning av Johann Georg Ziesenis den yngre, 1763.

Under de följande åren hade Österrike sådana framgångar mot sina övriga fiender, att de började tänka på att återta Schlesien. Fredrik beslöt då att förekomma anfallet och började det så kallade andra schlesiska kriget (1744–1745). Efter sina segrar över österrikare och sachsare vid Hohenfriedberg (4 juni 1745) och Soor (30 september samma år) samt Leopolds av Dessau seger över österrikarna vid Kesselsdorf (15 december samma år) avslöt han fred i Dresden (25 december samma år). Breslaufreden bekräftades, och Maria Theresias gemål, Frans Stefan, erkändes som kejsare, men Fredrik ålade Sachsen att betala 1 miljon thaler i krigskontribution. Ostfriesland tillföll vid det där regerande furstehuset Cirksenas utslocknande 1744 Preussen, som 1694 av kejsaren förvärvat rätt till detta rikslän vid inträffande ledighet. Österrikes längtan att återvinna Schlesien gav Fredrik orsak att med Maria Theresia börja ett nytt krig, det så kallade sjuåriga kriget (1756–1763), i vilket även Ryssland, Frankrike, Sachsen och Sverige uppträdde som hans fiender. Fredrik, som understöddes endast av Storbritannien och några små tyska stater, lyckades dock i freden i Hubertsburg (15 februari 1763) behålla sitt land oförminskat, om det än blev svårt utmattat. Med Sverige hade han slutit fred redan nio månader tidigare.

### Civila reformer och Polens första delning
Fredrik började nu med stor iver arbeta för landets upphjälpande. Förlusten av människor sökte han ersätta genom att uppmuntra invandringen; genom stora byggnadsföretag gav han arbetsförtjänst. Han stiftade en bank i Berlin och förbättrade postväsendet. Sedermera vidtog han flera finansiella åtgärder, såsom upprättande av flera monopol samt höjande av avgifterna på tobak, vin och kaffe, vilket framkallade missnöje. Hären omdanades. Efter sjuåriga kriget närmade han sig Ryssland för att sålunda trygga sig mot Österrike. Därigenom blev han även invecklad i Polens angelägenheter och framställde 1769 den första planen att dela Polen. Denna blev dock inte verkställd förrän längre fram under det rysk-turkiska kriget, då Ryssland mot en del av Polen avstod från Osmanska rikets styckning. Vid Polens första delning (1772) fick Preussen det polska Westpreussen (utom Danzig och Thorn) samt det så kallade Netzedistriktet söder om dessa (sammanlagt 35 500 km² med 900 000 invånare).

### Bayerska tronföljdskriget och sista regeringsåren
Med Österrike kom Fredrik åter på fientlig fot, när det 1777 sökte tillbyta sig Bayern mot Belgien. Han drog 1778 i fält (det så kallade bayerska tronföljdskriget), men Österrike gav i sista stunden efter, och fred slöts i Teschen 13 maj 1779, då det nöjde sig med en del av Bayern (Innviertel). När Josef II än en gång återkom till de bayerska planerna, bildade Fredrik emot honom tyska fursteförbundet 1785, vilket har betraktats som inledningen till Tysk-romerska rikets upplösning. Därigenom kom en stor del av de tyska staterna för första gången under Preussens ledning. När Fredrik snart därefter dog, 17 augusti 1786, innebar Preussen inte längre samma fara för Österrike, eftersom hans efterträdare Fredrik Vilhelm II inte upprätthöll den ställning, som Preussen fått under Fredrik.

### Eftermäle

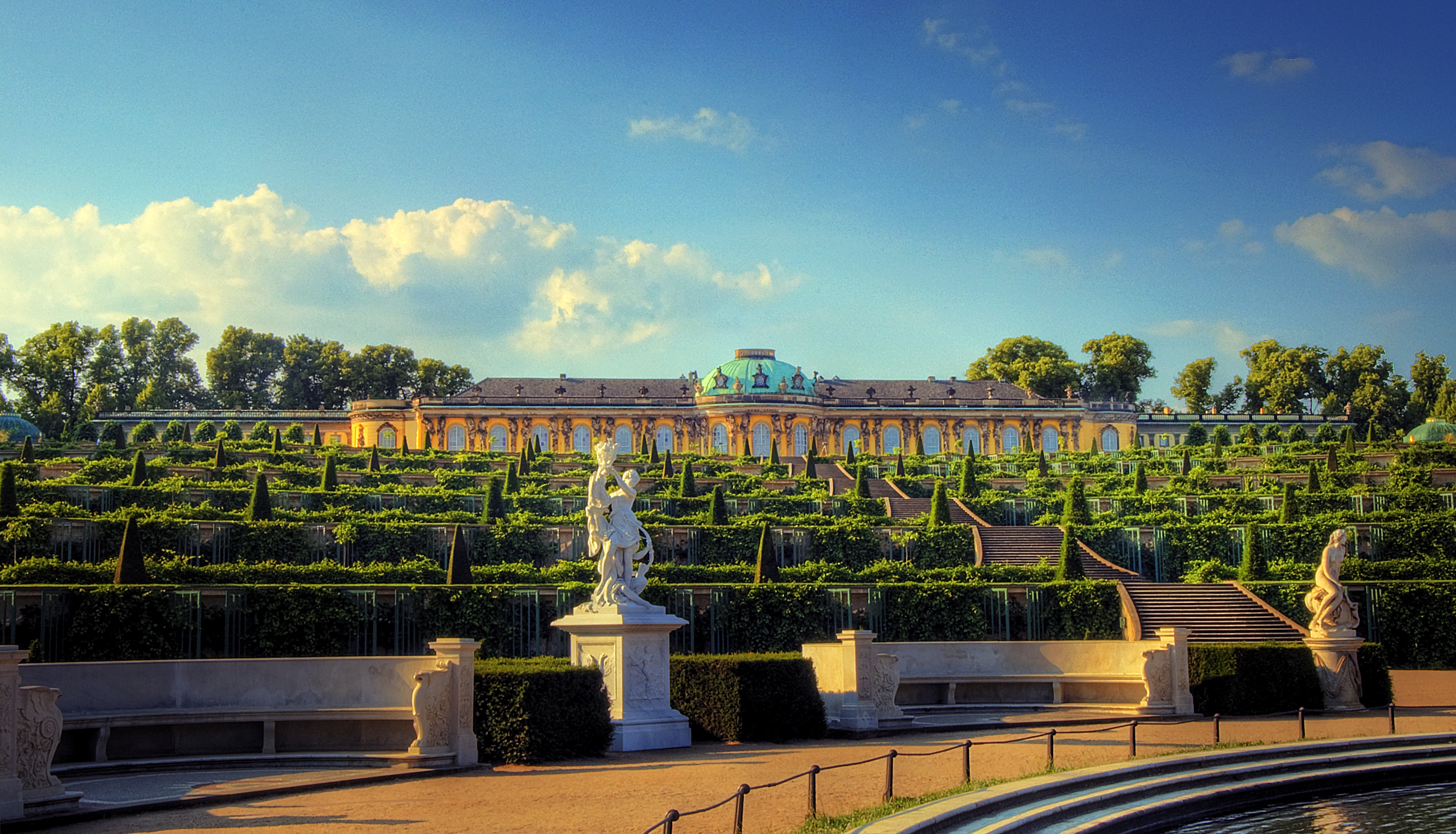
Fredrik II ligger sedan 1991 begravd i slottet Sanssoucis park i Potsdam. Slottet var hans huvudsakliga residens.

Fredrik II begravdes ursprungligen på brorsonen Fredrik Vilhelm II:s order i Garnisonkirche i Potsdam, mot Fredriks egen önskan, då han före sin död låtit färdigställa en grav intill slottet Sanssouci. Efter att kistan flyttats flera gånger under andra världskriget och Garnisonkirche förstörts kom kistan därefter under många år att förvaras i kyrkan i släktens stamgods Burg Hohenzollern. Först 1991 kunde hans önskan uppfyllas och kistan begravas vid slottet Sanssouci. Enligt lokal tradition läggs bland annat potatis på graven som tack för hans roll i potatisodlingens införande i Preussen.
Av Fredriks betydelsefulla arbete för Preussens inre uppbyggnad kan nämnas hans omsorger för handeln, näringarna och förvaltningen. Nya vägar och kanaler anlades; bondeståndets ställning förbättrades, och genom utdikningar vanns ny mark för jordbruket. Fabriksindustrin utvecklades genom anläggning av porslins- och sidenfabriker med mera. Rättskipning låg Fredrik mycket varmt om hjärtat och en ny lagbok började utarbetas av justitieministrarna Samuel von Cocceji och Johann Heinrich von Carmer. För konst och vetenskap började i Preussen med Fredrik en ny tid. Han uppskattade dock inte riktigt den tyska litteratur som då blomstrade upp. Hans armé, som slutligen steg till nära 200 000 man, var den bäst övade och utrustade i Europa.

## Anfäder
|                 |  |  |  |  |  |  |  |                                            |  |  |  |  |  |  |  |                                     |  |  |  |  |  |  |  | Kurfurst Fredrik Vilhelm "den store" |
|                 |  |  |  |  |  |  |  |                                            |  |  |  |  |  |  |  |                                     |  |  |  |  |  |  |  |                                      |
|                 |  |  |  |  |  |  |  |                                            |  |  |  |  |  |  |  | Kung Fredrik I                      |  |  |  |  |  |  |  |                                      |
|                 |  |  |  |  |  |  |  |                                            |  |  |  |  |  |  |  |                                     |  |  |  |  |  |  |  |                                      |
|                 |  |  |  |  |  |  |  |                                            |  |  |  |  |  |  |  |                                     |  |  |  |  |  |  |  | Lovisa Henrietta av Oranien-Nassau   |
|                 |  |  |  |  |  |  |  |                                            |  |  |  |  |  |  |  |                                     |  |  |  |  |  |  |  |                                      |
|                 |  |  |  |  |  |  |  | Kung Fredrik Vilhelm I                     |  |  |  |  |  |  |  |                                     |  |  |  |  |  |  |  |                                      |
|                 |  |  |  |  |  |  |  |                                            |  |  |  |  |  |  |  |                                     |  |  |  |  |  |  |  |                                      |
|                 |  |  |  |  |  |  |  |                                            |  |  |  |  |  |  |  |                                     |  |  |  |  |  |  |  | Ernst August av Hannover             |
|                 |  |  |  |  |  |  |  |                                            |  |  |  |  |  |  |  |                                     |  |  |  |  |  |  |  |                                      |
|                 |  |  |  |  |  |  |  |                                            |  |  |  |  |  |  |  | Sofia Charlotta av Hannover         |  |  |  |  |  |  |  |                                      |
|                 |  |  |  |  |  |  |  |                                            |  |  |  |  |  |  |  |                                     |  |  |  |  |  |  |  |                                      |
|                 |  |  |  |  |  |  |  |                                            |  |  |  |  |  |  |  |                                     |  |  |  |  |  |  |  | Sofia av Pfalz                       |
|                 |  |  |  |  |  |  |  |                                            |  |  |  |  |  |  |  |                                     |  |  |  |  |  |  |  |                                      |
| Kung Fredrik II |  |  |  |  |  |  |  |                                            |  |  |  |  |  |  |  |                                     |  |  |  |  |  |  |  |                                      |
|                 |  |  |  |  |  |  |  |                                            |  |  |  |  |  |  |  |                                     |  |  |  |  |  |  |  | Ernst August av Hannover             |
|                 |  |  |  |  |  |  |  |                                            |  |  |  |  |  |  |  |                                     |  |  |  |  |  |  |  |                                      |
|                 |  |  |  |  |  |  |  |                                            |  |  |  |  |  |  |  | Kung Georg I av Storbritannien      |  |  |  |  |  |  |  |                                      |
|                 |  |  |  |  |  |  |  |                                            |  |  |  |  |  |  |  |                                     |  |  |  |  |  |  |  |                                      |
|                 |  |  |  |  |  |  |  |                                            |  |  |  |  |  |  |  |                                     |  |  |  |  |  |  |  | Sofia av Pfalz                       |
|                 |  |  |  |  |  |  |  |                                            |  |  |  |  |  |  |  |                                     |  |  |  |  |  |  |  |                                      |
|                 |  |  |  |  |  |  |  | Sofia Dorotea av Hannover & Storbritannien |  |  |  |  |  |  |  |                                     |  |  |  |  |  |  |  |                                      |
|                 |  |  |  |  |  |  |  |                                            |  |  |  |  |  |  |  |                                     |  |  |  |  |  |  |  |                                      |
|                 |  |  |  |  |  |  |  |                                            |  |  |  |  |  |  |  |                                     |  |  |  |  |  |  |  | Georg Vilhelm av Braunschweig-Celle  |
|                 |  |  |  |  |  |  |  |                                            |  |  |  |  |  |  |  |                                     |  |  |  |  |  |  |  |                                      |
|                 |  |  |  |  |  |  |  |                                            |  |  |  |  |  |  |  | Sofia Dorotea av Braunschweig-Celle |  |  |  |  |  |  |  |                                      |
|                 |  |  |  |  |  |  |  |                                            |  |  |  |  |  |  |  |                                     |  |  |  |  |  |  |  |                                      |
|                 |  |  |  |  |  |  |  |                                            |  |  |  |  |  |  |  |                                     |  |  |  |  |  |  |  | Eleonore d'Olbreuse                  |
|                 |  |  |  |  |  |  |  |                                            |  |  |  |  |  |  |  |                                     |  |  |  |  |  |  |  |                                      |